# Туплице-Дембинка
Туплице-Дембинка (пол. Tuplice Dębinka) — остановочный пункт вблизи деревни Дембинка в гмине Тшебель, в Любушском воеводстве Польши. Имеет 2 платформы и 2 пути.
Остановочный пункт на железнодорожной линии Лодзь-Калиская — Форст, построен в 1872 году, когда эта территория была в составе Германской империи.